# Aeroperú
Aeroperú (Empresa Nacional de Aeronavegación del Perú, SA) war die nationale Fluggesellschaft Perus. Sie existierte von 1973 bis 1999. Finanzielle Probleme führten zum Ende der Gesellschaft.

## Geschichte

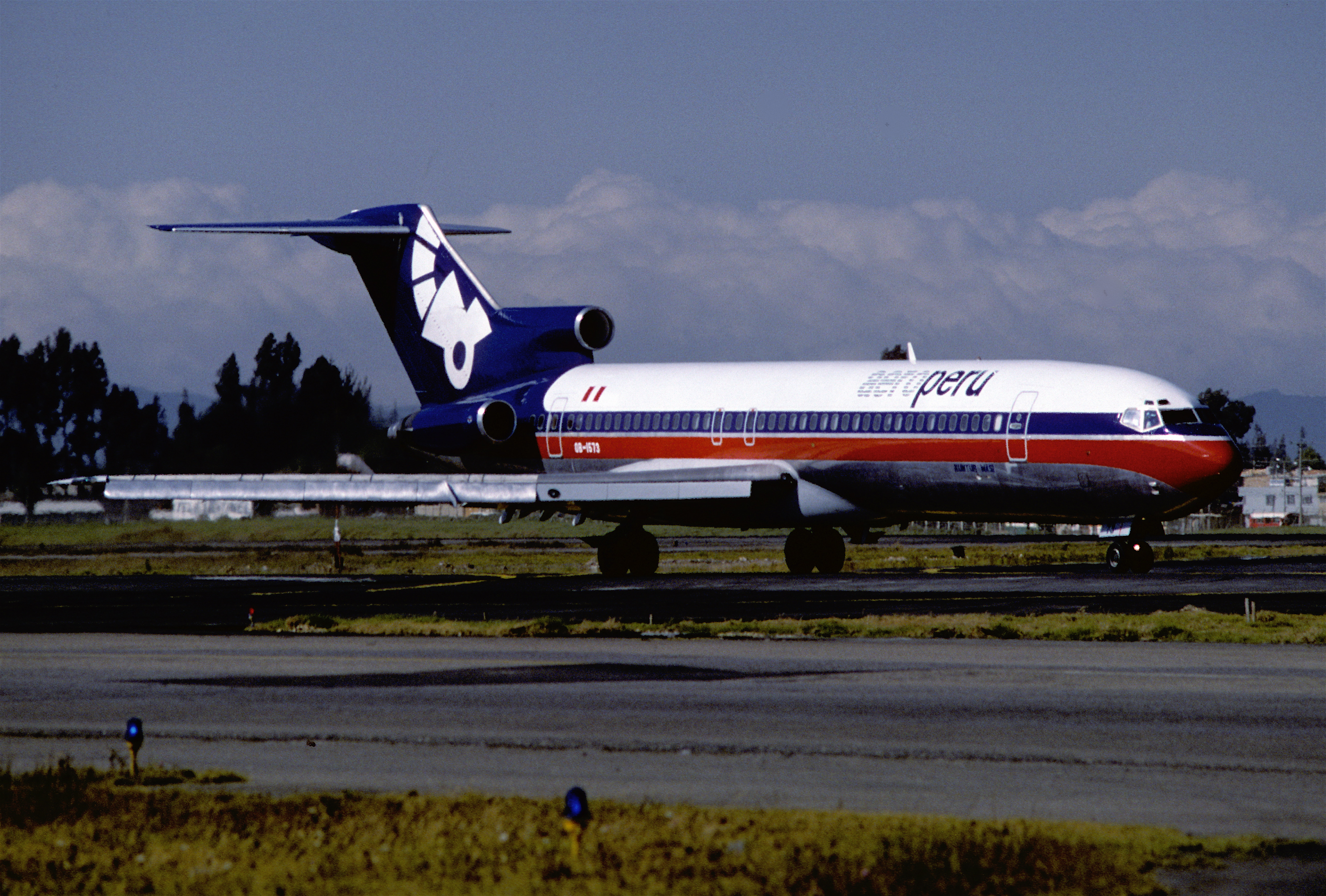
Boeing 727-200 der Aeroperu, 1990

Aeroperú begann ihr Fluggeschäft im Jahr 1973, um die internationalen Flugziele von APSA (damals eine Tochter der Pan Am) zu übernehmen. Zunächst wurde Aeroperú überwiegend von der peruanischen Luftwaffe kontrolliert.
Von ihrer Basis am Jorge Chávez International Airport in Lima aus wuchs das Streckennetz der Airline national wie auch international. Zur Flotte gehörten damals  Fokker F28, Boeing 727 und Douglas DC-8. Schwerpunktmäßig wurden südamerikanische Flughäfen angeflogen, aber auch Mexiko-Stadt und Miami.

Langjähriges Logo der Aeroperú

In den 1990er Jahren geriet Aeroperú in wirtschaftliche Schwierigkeiten. Deshalb wurden 47 Prozent des Unternehmens an Aeroméxico verkauft. Das äußere Erscheinungsbild wurde demjenigen der Aeroméxico angepasst. Zu dieser Zeit wurden je drei Maschinen vom Typ Boeing 727-200 und DC-10-15 von der Mexicana, einer Minderheitenbeteiligung von Aeroméxiko, gekauft. Dazu bekam man drei Boeing 757 zur Verfügung gestellt. Die Airline flog nun auch nach Los Angeles.
Finanzielle Probleme zwangen Aeroperú am 10. März 1999 zur Einstellung des Flugbetriebs, und am 18. August beschlossen die Gläubiger die Liquidation des Firmenvermögens.
Im Jahr 2001, nach dem Konkurs von AeroPerú, unternahmen ehemalige Mitarbeiter einige Versuche, die Luftfahrttätigkeit mit einer 737-200 und einer 727-100 wieder aufzunehmen, ohne Ergebnis.
Im November 2019 gab die Firma Transportes Peruanos Globales S.A., die die Marke AeroPerú übernommen hat, die Wiederaufnahme des Betriebs bekannt und dass sie bereits die Erlaubnis hat, 15 inländische Ziele in Peru anzubieten. Hierfür hat die Gesellschaft einundeinhalb Jahre Zeit, ab der offiziellen Bekanntmachung der Genehmigung.

## Flotte

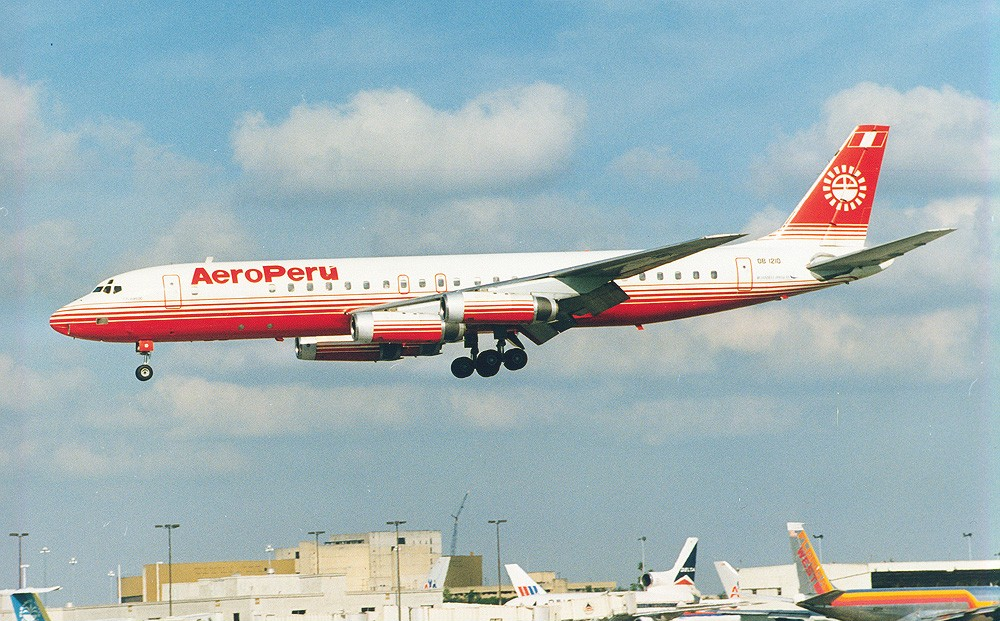
Douglas DC-8-62 der Aeroperu, 1992

Bei Aeroperu wurden folgende Flugzeugtypen eingesetzt:
- Boeing 727-100
- Boeing 727-200
- Boeing 737-200
- Boeing 757
- Boeing 767
- Douglas DC-4
- Douglas DC-8-40
- Douglas DC-8-50
- Douglas DC-8-61, -62, -63
- Fokker F-27
- Fokker F28
- Lockheed L-1011 TriStar
- McDonnell Douglas DC-10-15

## Zwischenfälle

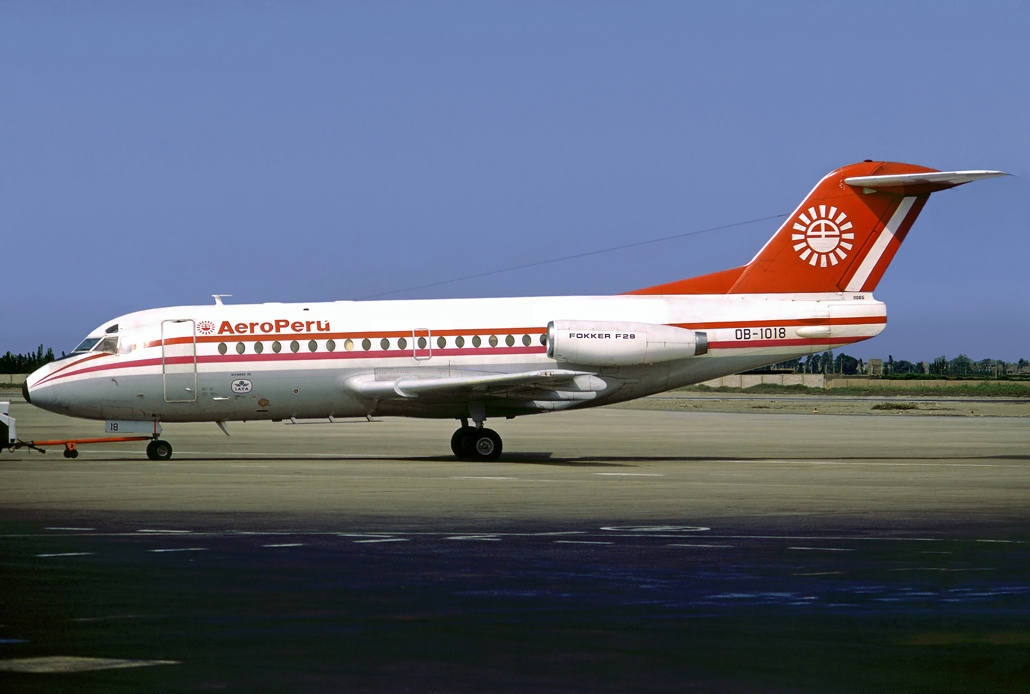
Fokker F28-1000 Fellowship der Aeroperu, 1990, baugleich mit der 1988 verunglückten

Aeroperú erlitt in ihrer Geschichte zwei schwere Vorfälle, bei denen zwei Maschinen als Totalschäden abgeschrieben werden mussten und 82 Menschen starben:
- Am 25. Oktober 1988 hob eine Fokker F28-1000 der Aeroperú (OB-R-1020) vom Flughafen Juliaca ab, gewann jedoch kaum an Höhe. Als anschließend sowohl das Fahrwerk und die Auftriebshilfen eingefahren wurden und gleichzeitig der Schub zurückgenommen wurde, blieb die Maschine wenige Meter über dem Boden in der Luft, ehe sie 1,8 Kilometer hinter der Startbahn auf eine Straße stürzte, die beidseitig von Gräben umgeben war. Anschließend schlitterte die Maschine 220 Meter weiter in ein Flussbett. An Bord der Maschine hatten sich 65 Passagiere und 4 Besatzungsmitglieder befunden. Bei dem Unfall kamen 12 Personen, darunter 11 Passagiere, ums Leben (siehe auch Aeroperú-Flug 772).[5]

- Am 2. Oktober 1996 stürzte eine Boeing 757-200 der Aeroperú (N52AW) kurz nach dem Start vom Flughafen Lima nahe Pasamayo ins Meer, nachdem die Piloten kurz nach dem Abheben falsche und widersprüchliche Messdaten, insbesondere vom Fahrtmesser, erhalten hatten. Bei der Flugunfalluntersuchung stellte sich heraus, dass die Wartungsmannschaft vergessen hatte, vor dem Start ein Abdeckband über den Messöffnungen zu entfernen. Dieses war dort angebracht worden, um beim kurz zuvor erfolgten Waschen der Maschine ein Eindringen von Wasser in die Öffnungen zu verhindern. Erschwerend kam hinzu, dass in der Folge auch der Boden-Radar keine Unterstützung liefern konnte. Dies führte letztlich zum Absturz der Maschine in den Pazifischen Ozean. Dieser Zwischenfall schädigte das Ansehen der Airline so sehr, dass sie sich davon nie wieder erholen konnte (siehe auch Aeroperú-Flug 603).